# Dasylophia xylinata
Dasylophia xylinata är en fjärilsart som beskrevs av Walker 1865. Dasylophia xylinata ingår i släktet Dasylophia och familjen tandspinnare. Inga underarter finns listade i Catalogue of Life.